# Rémi Decroix
Rémi Decroix, né le 25 avril 1906 à Houthem et mort le 12 juillet 1989 à Menin en Région flamande dans la province de Flandre-Occidentale est un coureur cycliste belge, professionnel en 1935

## Palmarès
- 1927
  - 3e de Lille-Dunkerque-Lille
- 1928
  - Circuit de la Vallée de l'Aa
  - 2e du Tour de l'Eurométropole, (Circuit Franco-Belge)
  - 3e de Tourcoing-Dunkerque-Tourcoing
- 1929
  - 3e du Circuit de la Vallée de l'Aa
  - 3e de Paris-Lens
  - 3e de Lille-Dunkerque-Lille
  - 3e du Grand Prix de Fourmies
- 1933
  - 2e du G.P de la Somme
  - 2e du Circuit de la Vallée de l'Aa
  - 3e du Circuit du Port de Dunkerque
- 1934
  - 2e du Circuit du Pas-de-Calais
- 1935
  - Tour du Nord
  - Circuit minier et métallurgique du Nord
  - 2e de Paris-Lens
- 1936
  - Circuit du Bourbonnais
    - 1re étape du Circuit du Bourbonnais

  - 3e de Paris-Dunkerque
- 1939
  - 3e de Lille-Bruxelles-Lille